# Аїгаль (Касерес)
Аїгаль (ісп. Ahigal) — муніципалітет в Іспанії, у складі автономної спільноти Естремадура, у провінції Касерес. Населення — 1451 особа (2010).
Муніципалітет розташований на відстані близько 210 км на захід від Мадрида, 80 км на північ від Касереса.

## Демографія
Динаміка населення (INE ):